# Piletocera maculifrons
Piletocera maculifrons là một loài bướm đêm trong họ Crambidae.